# Ентоні Георгіу
Ентоні Георгіу (грец. Αντώνη Γεωργίου, нар. 24 лютого 1997, Лондон, Велика Британія) — кіпрський футболіст, півзахисник клубу АЕЛ (Лімассол) та національної збірної Кіпру.

## Клубна кар'єра
Ентоні Георгіу народився у Лондоні у родині грецьких кіпріотів. Футбольний вишкіл проходив в академії лондонського клубу «Тоттенгем Готспур». Дебют Георгіу на професійному рівні відбувся у вересні 2017 року, коли він вийшов на заміну у матчі «Тоттенгема» в Лізі чемпіонів. Далі не маючи змоги отримати постійне місце в основі, Георгіу відправився в оренду. 
2019 рік він провів, граючи в Іспанії за дубль клубу «Леванте» «Атлетико Леванте». Потім повернувся до Англії, де грав в оренді у клубах Чемпіоншип «Іпсвіч Таун» та «Болтон Вондерерз».
У січні 2021 року Георгіу переїхав на свою історичну батьківщину — Кіпр, де підписав повноцінний контракт з клубом АЕЛ з Лімассолу.

## Збірна
У березні 2018 року у матчі проти Чорногорії Ентоні Георгіу дебютував у складі національної збірної Кіпру.